# جون ويند
جون ويند (بالإنجليزية: John Wind)‏ هو مهندس معماري أمريكي، ولد في 1819 في برستل في المملكة المتحدة، وتوفي في 18 مايو 1863 في توماسفيل في الولايات المتحدة.